# Lamego Kommune
Lamego Kommune er en kommune i distriktet Viseu, Portugal. Hovedbyen er Lamego, og kommunen har et areal 165,42 km² og et indbyggertal på 26.707 pr. 2011.  